# Put-call parity
Il Put-call parity è un'importante relazione tra il prezzo di un'opzione call e di un'opzione put. Questa relazione stabilisce che la differenza tra il prezzo di una opzione call ed il prezzo di una opzione put è uguale alla differenza tra il prezzo attuale del sottostante ed il valore attuale dello strike price delle opzioni.
La formula Put-Call Parity è la seguente:
{\displaystyle C_{t}-P_{t}=S_{t}-KV(t,T)}
Dove:
- {\displaystyle V(t,T)=e^{-r(T-t)}} ed indica il valore attuale al tempo {\displaystyle t}, di un euro scadente al tempo {\displaystyle T}, utilizzando la capitalizzazione istantanea;
- {\displaystyle C_{t}} è il costo della opzione call al tempo t;
- {\displaystyle P_{t}} è il costo della opzione put al tempo t;
- {\displaystyle S_{t}} è il prezzo del titolo sottostante le opzioni al tempo t;
- {\displaystyle K} è il prezzo di esercizio delle opzioni put e call a scadenza.

## Dimostrazione

### Opzione di Tipo europeo e sottostante senza dividendi
Consideriamo le seguenti ipotesi di partenza:
- Opzioni di tipo europeo;
- Azione senza dividendo.

Vengono poste in essere due strategie tramite due portafogli:
1. Portafoglio A: Acquisto di una Call e vendita di una Put (alla stessa scadenza)
2. Portafoglio B: Acquisto di un titolo azionario e prestito di un ammontare pari allo strike price {\displaystyle K} (stessa scadenza delle opzioni).

Riprendendo la formula di Put-call parity {\displaystyle C_{t}-P_{t}=S_{t}-KV(t,T)}, si può notare come la strategia del portafoglio A ha un costo determinato dal lato sinistro dell'equazione, mentre il portafoglio B ha un costo pari al lato destro dell'equazione.
Le due strategie a scadenza producono il medesimo risultato, infatti:
1. Se {\displaystyle S_{T}<K}, cioè il prezzo dell'azione alla scadenza {\displaystyle T}, è inferiore allo strike price {\displaystyle K} allora l'opzione call non verrà esercitata e l'opzione put ci obbliga ad acquistare il titolo al prezzo {\displaystyle K} con una perdita pari a {\displaystyle S_{T}-K}, il portafoglio B porta come risultato anch'esso {\displaystyle S_{T}-K};
2. Se {\displaystyle S_{T}>K}, cioè il prezzo dell'azione alla scadenza {\displaystyle T}, è superiore allo strike price {\displaystyle K} allora si eserciterà l'opzione call e si abbandona l'opzione put, l'esercizio dell'opzione call ci fa entrare in possesso del titolo al prezzo {\displaystyle K} con un utile pari a {\displaystyle S_{T}-K}, il portafoglio B porta come risultato sempre {\displaystyle S_{T}-K};

Dato che i due portafogli conducono allo stesso risultato finale, allora (per evitare operazioni di arbitraggio) devono avere anche il medesimo costo in ogni tempo antecedente la scadenza {\displaystyle T}, questo ci porta a dimostrare che la differenza del costo di acquisto di una opzione call ed una opzione put sono uguali al valore attuale della differenza tra il sottostante ed il prezzo di esercizio delle opzioni (strike price).

### Opzione di Tipo Americano e sottostante senza dividendi
Nelle opzioni di tipo americano bisogna tenere conto della possibilità data dal contratto di essere esercitato prima della scadenza, quindi può avere un valore superiore a quello indicato nella dimostrazione precedente
La formula Put-call parity è data da:
{\displaystyle S_{t}-K<C_{t}-P_{t}<S_{t}-KV(t,T)}

### Opzione che ha un sottostante con dividendi
- Per le opzioni europee la formula diventa: {\displaystyle C-P=S_{0}-KV(t,T)-D}
- Per le opzioni americane la formula diventa: {\displaystyle S_{0}-D-K<C-P<S_{0}-KV(t,T)}

dove {\displaystyle D} è il valore attuale dei dividendi pagati dal sottostante. Nel caso in cui il sottostante paghi un tasso di dividendi {\displaystyle d} continuo nel tempo, si può modificare il termine {\displaystyle D} sovrastante come {\displaystyle S_{0}(1-e^{-d(T-t)})}. In particolare, per opzioni europee con maturità {\displaystyle T} valutate al tempo {\displaystyle t} generico avremo la seguente uguaglianza: {\displaystyle C_{t}-P_{t}=S_{t}e^{-d(T-t)}-Ke^{-r(T-t)}}.